# Касимиро-Кастильо (муниципалитет)
Касимиро-Кастильо (исп. Casimiro Castillo) — муниципалитет в Мексике, в штате Халиско, с административным центром в посёлке Ла-Ресолана. Численность населения, по данным переписи 2020 года, составила 20 548 человек.

## Общие сведения
Название Casimiro Castillo дано в честь местного уроженца, депутате, стороннике аграрной реформы — Касимиро Кастильо.
Площадь муниципалитета равна 522,7 км², что составляет 0,7 % от общей площади штата, а наиболее высоко расположенное поселение Эль-Уисилакате находится на высоте 1625 метров.
Касимиро-Кастильо граничит с другими муниципалитетами штата Халиско: на северо-востоке с Аутлан-де-Наварро, на юго-востоке с Куаутитлан-де-Гарсия-Барраганом, на юго-западе с Ла-Уэртой, на северо-западе с Вилья-Пурификасьоном.

## Учреждение и состав
Муниципалитет был образован 11 декабря 1943 года, по данным 2020 года в его состав входит 43 населённых пункта, самые крупные из которых:
| Код INEGI                  | Населённый пункт                                                                         | Численность населения (2005 год) | Численность населения (2010 год) | Численность населения (2020 год) |
| -------------------------- | ---------------------------------------------------------------------------------------- | -------------------------------- | -------------------------------- | -------------------------------- |
| 021                        | Всего                                                                                    | 18913                            | 21475                            | 20548                            |
| 0001                       | Ла-Ресолана (исп. La Resolana) 19°36′13″ с. ш. 104°26′05″ з. д. (административный центр) | 9765                             | 11180                            | 11543                            |
| 0003                       | Ло-Арадо (исп. Lo Arado) 19°37′17″ с. ш. 104°32′04″ з. д.                                | 3131                             | 3617                             | 3140                             |
| 0018                       | Текоматес (исп. Tecomates) 19°33′01″ с. ш. 104°28′56″ з. д.                              | 2834                             | 1685                             | 1394                             |
| 0015                       | Пьедра-Песада (исп. Piedra Pesada) 19°32′58″ с. ш. 104°28′29″ з. д.                      | —                                | 1251                             | 1110                             |
| 0020                       | Эль-Сапотильо (исп. El Zapotillo) 19°37′58″ с. ш. 104°26′30″ з. д.                       | 854                              | 975                              | 872                              |
| 0011                       | Эль-Чико (исп. El Chico) 19°33′46″ с. ш. 104°33′26″ з. д.                                | 707                              | 851                              | 787                              |
| 0008                       | Коямель (исп. Coyamel (El Coyame)) 19°29′53″ с. ш. 104°31′17″ з. д.                      | 488                              | 528                              | 429                              |
| —                          | Прочие                                                                                   | 1134                             | 1388                             | 1273                             |
| Названия на карте Генштаба |                                                                                          |                                  |                                  |                                  |

## Экономическая деятельность
По статистическим данным 2000 года, работоспособное население занято по секторам экономики в следующих пропорциях:
- сельское хозяйство, животноводство и рыбная ловля — 37,4 %;
- промышленность и строительство — 21,5 %;
- торговля, сферы услуг и туризма — 39,3 %;
- безработные — 1,8 %.

## Инфраструктура
По статистическим данным 2020 года, инфраструктура развита следующим образом:
- электрификация: 99,3 %;
- водоснабжение: 95,1 %;
- водоотведение: 98,8 %.